# O. Festival
O. Festival (voorheen Operadagen Rotterdam) is een meerdaags festival voor eigentijdse internationale opera- en muziektheaterproducties in Rotterdam. Het idee voor Operadagen Rotterdam is in 2001 ontstaan toen Rotterdam culturele hoofdstad van Europa was. Het festival werd opgericht in 2005 vanuit het samenwerkingsverband Stichting Opera Rotterdam, waarin verschillende Rotterdamse kunstinstellingen vertegenwoordigd zijn. De voorstellingen vinden plaats op verschillende locaties in de stad waaronder Theater Rotterdam, De Doelen, Worm en Luxor Theater, maar ook op minder voor de hand liggende locaties als de gewelven (de kolk) onder het Oostplein, onder de Van Brienenoordbrug en in een seksclub.
Het festival richt zich zowel op Nederlandse producties als producties uit het buitenland. De voorstellingen variëren van moderne bewerkingen van klassiekers tot relevant nieuw werk. In 2022 was de Nederlandse première van de opera Sun and Sea.

## Internationale erkenning
in 2016 was het festival als enige Nederlandse organisatie geselecteerd voor de Classical Next Innovation Award. In 2016 trad Operadagen Rotterdam op als organisator van Music Theatre NOW, een internationale competitie opgezet door het International Theatre Institute, waarvoor een jury achttien vernieuwende opera- en muziektheaterproducties uit alle continenten selecteert.
Na 15 jaar georganiseerd te zijn onder de naam 'Operadagen Rotterdam', werd in 2021 besloten de naam te veranderen naar 'O'.